# Антошова, Ленка
Ленка Антошова (чеш. Lenka Antošová; род. 27 сентября 1991[…], Дечин) — чешская гребчиха, выступающая за сборную Чехии по академической гребле с 2007 года. Чемпионка Европы, победительница и призёрка первенств национального значения, участница двух летних Олимпийских игр.

## Биография
Ленка Антошова родилась 27 сентября 1991 года в городе Дечин, Чехословакия. Проходила подготовку в Праге в столичном гребном клубе «Славия», тренировалась и выступала вместе со старшей сестрой Йиткой.
Впервые заявила о себе в академической гребле на международном уровне в сезоне 2007 года, когда вошла в состав чешской национальной сборной и выступила на юниорском мировом первенстве в Пекине, где в зачёте парных четвёрок стала четвёртой. Год спустя в парных двойках заняла восьмое место на аналогичных соревнованиях в Линце.
В 2009 году в парных двойках выиграла серебряные медали на юниорском мировом первенстве в Брив-ла-Гайард и на чемпионате Европы в Бресте, тогда как на чемпионате мира в Познани финишировала пятой.
В 2010 году в парных двойках стала серебряной призёркой на этапе Кубка мира в Мюнхене, была пятой на чемпионате Европы в Монтемор-у-Велью и четвёртой на чемпионате мира в Карапиро.
В 2011 году побывала на чемпионате Европы в Пловдиве, откуда привезла награду бронзового достоинства, выигранную в парных двойках. На чемпионате мира в Бледе финишировала шестой.
Благодаря череде удачных выступлений удостоилась права защищать честь страны на летних Олимпийских играх 2012 года в Лондоне. Вместе с сестрой Йиткой в программе парных двоек сумела квалифицироваться лишь в утешительный финал В и расположилась в итоговом протоколе соревнований на седьмой строке.
В 2013 году в парных двойках была пятой на чемпионате Европы в Севилье, выиграла бронзовую медаль на юниорском мировом первенстве в Линце. Будучи студенткой, представляла Чехию на летней Универсиаде в Казани — в двойках показала в финале пятый результат.
На чемпионате Европы 2014 года в Белграде заняла в парных двойках седьмое место, тогда как на чемпионате мира в Амстердаме разместилась на 13-й позиции.
В 2015 году в той же дисциплине стала девятой на чемпионате Европы в Познани и 12-й на чемпионате мира в Эгбелете.
В 2016 году в парных двойках взяла бронзу на чемпионате Европы в Бранденбурге, победила на Европейской и финальной олимпийской квалификационной регате FISA в Люцерне — тем самым прошла отбор на Олимпийские игры в Рио-де-Жанейро. Здесь вместе с напарницей Кристиной Фляйсснеровой в парных двойках вновь попала в утешительный финал В и стала на сей раз десятой.
После Олимпиады в Рио Антошова осталась действующей спортсменкой на ещё один олимпийский цикл и продолжила принимать участие в крупнейших международных регатах. Так, в 2017 году в парных двойках она одержала победу на домашнем чемпионате Европы в Рачице, была седьмой на чемпионате мира в Сарасоте.
В 2018 году показала пятый результат на чемпионате Европы в Глазго и седьмой результат на чемпионате мира в Пловдиве.
В 2019 году в парных двойках заняла восьмое место на чемпионате мира в Оттенсхайме.
В 2020 году финишировала четвёртой на чемпионате Европы в Познани.